# Saskatchewan Highway 963
Highway 963 je silnice v kanadské provincii Saskatchewanu. Vede od silnice Highway 913 až k místu, kde přechází v nepojmenovanou místní komunikaci. Je asi 15 km (9 mil) dlouhá.